# Gà Bionda Piemonte
Gà Bionda Piemonte là giống gà kiêm dụng truyền thống có nguồn gốc từ vùng Piemonte của tây bắc nước Ý, đây chính là phát tích của cái tên gọi giống gà này. Nó cũng có thể được gọi là Bionda di Cuneo hay Bionda di Villanova của Villanova d'Asti ở tỉnh Asti; Rossa delle Crivelle một ngôi làng gần Buttigliera d'Asti, hoặc Nostralina.

## Lịch sử
Gà Bionda Piemonte đã từng được phân bố rộng rãi ở vùng Piemonte. Trong những năm 1960, sự công nghiệp hóa nông nghiệp và thâm canh nông nghiệp đã gây ra sự suy giảm trong dòng giống, mà chỉ thích hợp cho quản lý tự do theo kiểu chăn nuôi thả vườn (gà thả vườn). Quá trình phục hồi bắt đầu vào năm 1999 dưới sự bảo trợ của Istituto Professionale trên mỗi l'Agricoltura e l'Ambiente (Viện chuyên nghiệp cho nông nghiệp và môi trường) của Verzuolo, ở tỉnh Cuneo.
Một tiêu chuẩn giống đã được chấp thuận bởi cơ quan có tên là Federazione Italiana Associazioni Avicole, liên bang của hiệp hội gia cầm Ý, vào tháng 5 năm 2007, một phần những nghiên cứu xét duyệt này dựa trên một mô tả về giống của Vittorino Vezzani trong một bài báo xuất bản năm 1938. Số lượng giống của chúng vẫn thấp. Một nghiên cứu được công bố năm 2007 đã sử dụng một con số xấp xỉ 1.400 cho tổng số lượng giống, trong đó khoảng 400 con gà trống, do đó chúng cần được bảo tồn giống.

## Đặc điểm
Gà Bionda Piemontese là giống gà có lông màu da bò (buff), với một cái đuôi màu đen hoặc màu xanh. Nó có da và chân vàng, các thùy tai thay đổi từ màu vàng sang màu trắng kem. Chúng có cái mồng đơn khá lớn với 4-6 điểm. Trọng lượng trung bình là 2,5–2,8 kg (5,5–6,2 lb) đối với gà trống, 2,0–2,3 kg (4,4–5,1 lb) đối với gà mái. Trứng có vỏ màu nâu hồng và nặng 55–60 g. Kích thước vòng là 18 mm đối với gà trống, 16 mm đối với gà mái. Gà Bionda Piemonte là giống kiêm dụng thịt trứng. Gà mái đẻ 180-200 trứng mỗi năm. Gà Bionda Piemontese phát triển nhanh.
Trong sản xuất thịt, gà có thể đạt được trọng lượng cuối cùng của chúng vào khoảng 16 tuần, hoặc được đưa vào giết mổ vào khoảng 10 tuần với trọng lượng 1,5 kg. Gà Bionda Piemontese được sử dụng trong sản xuất Cappone di Morozzo, hoặc thit gà tơ (gà trống thiến) của Morozzo, một sản phẩm nông nghiệp truyền thống được nuôi dưỡng dưới những điều kiện khắc nghiệt trong điều kiện của Morozzo, Margarita, Castelletto Stura, Montanera, Sant'Albano Stura, Trinità, Magliano Alpi, Rocca de 'Baldi, Mondovì, Villanova Mondovì, Pianfei, Beinette và Cuneo. Gà trống thiến và gà tơ được giết mổ không ít hơn 220 ngày, và nặng 2-2,7 kg. Những cái mồng và các loại bỏ trong quá trình thiến hoạn vào khoảng 10 tuần, là một thành phần thiết yếu của món ăn truyền thống Piedmontese la Finanziera.